# Васильево (Владимирская область)
Васильево — деревня в Судогодском районе Владимирской области России, входит в состав Андреевского сельского поселения.

## География
Деревня расположена в 19 км на север от центра поселения посёлка Андреево и 34 км на северо-восток от райцентра Судогды.

## История
В XIX — первой четверти XX века деревня входила в состав Милиновской волости Судогодского уезда, с 1926 года — в составе Клюшниковской волости Ковровского уезда. В 1859 году в деревне числилось 39 дворов, в 1905 году — 52 дворов, в 1926 году — 68 хозяйств.
С 1929 года деревня являлась центром Васильевского сельсовета Ковровского района, с 1940 года — в составе Милиновского сельсовета, с 1954 года — в составе Смолинского сельсовета, с 1965 года — в составе Ликинского сельсовета Судогодского района, с 2005 года — в составе Андреевского сельского поселения.

## Население
| 1859 | 1905 | 1926 |
| ---- | ---- | ---- |
| 295  | 395  | 424  |

| 1859 | 1905 | 1926 | 2002 | 2010 | 2021 |
| ---- | ---- | ---- | ---- | ---- | ---- |
| 295  | ↗395 | ↗424 | ↘13  | ↘6   | ↗11  |